# スローフォワード
スローフォワード（Throw forward）とは、ラグビーにおける反則の一つで、プレーヤーが前方にボールを投げるか、またはパスすることをいう。フォワードパス（Forward pass）とも呼ばれる。 
この「前方へ」とは、相手側のデッドボールラインの方向へ、という意味である。例外として、「前方へのバウンド」として、ボールを前方に投げたのではなく、プレーヤーまたは地面に当たった後、ボールが前方にバウンドしてもスローフォワードではない。
ノックオンと共にラグビーの特徴的なルールの一つで、ラグビー自体を離れた場面での話で使われることがある。例として、2000年11月、野田佳彦が、衆議院議員として日本の国会で、後ろ向きなことの例えで、スローフォワードがラグビーにおける反則であることを持ち出している（s:ラグビーに関する日本国国会での発言#2000年11月21日衆議院本会議参照）。

## この反則が起こった場合の措置

### 故意でないスローフォワード
下記のいずれかの場合を除き、その起った地点においてスクラム（ボール投入はスローフォワードをしたプレーヤーの相手側チーム、以下同様）を組む。

### ラインアウトにおける、故意でないスローフォワード
タッチラインから15メートルの地点においてスクラムを組む。

### スローフォワードしたボールがインゴールに入った場合
攻撃側のプレーヤーがフィールドオブプレーにおいてスローフォワードし、そのボールが相手側インゴールに入り、そこでデッドになった場合、スローフォワードの起った地点でスクラムを与える（故意にスローフォワードをした場合を除く）。

### インゴールでのスローフォワード
いずれかのチームのプレーヤーが、インゴールでスローフォワードをした場合、反則の地点に相対しゴールラインから5メートルの地点でスクラムを与える（故意にスローフォワードをした場合を除く）。ただし、タッチラインから5メートル以内では組まない。

### 故意のスローフォワード
上記の各場合が起こる原因には、パスする相手が、走りながら、意図せずにパスする側より前に来てしまうことがある。意図してパスの受け手を前に出したら「故意」となる。
故意にスローフォワードをした場合は、相手方にペナルティキックを与える。その反則がなかったならばほぼ間違いなくトライが得られたと認められる場合は、ペナルティトライを与えなければならない。

## 参考、外部リンク

- 日本ラグビーフットボール協会ルール
- ラグビーのフィールド